# Głuchy (dopływ Czarnej)
Głuchy – potok, lewobrzeżny dopływ Czarnej o długości 13,15 km. 
Potok płynie w Górach Sanocko-Turczańskich. Jego dolina leży pomiędzy Ostrym a Otrytem, zaliczanym często do Bieszczadów Zachodnich. Początek bierze na południowym krańcu Ostrego, na południe od najwyższego wierzchołka, na wysokości ok. 740 m n.p.m. W górnej połowie biegu płynie na zachód, przez tereny dawnych miejscowości Chodak oraz Pawłówki, a potem Skorodne. Następnie zmienia kierunek na północno-zachodni, przepływa przez Polanę Ostre i Polanę, gdzie znajduje się jego ujście do Czarnego (ok. 550 m n.p.m.). Na całej długości biegu przyjmuje wiele zarówno prawych, jak i lewych dopływów – spływających ze zboczy sąsiednich pasm potoków.